# Футбол на летните олимпийски игри 2012
Футболния турнир на Летните олимпийски игри 2012 се провежда в Лондон и още няколко града във Великобритания между 25 юли и 11 август. Финалите се играят на Уембли. Всички отбори състезаващи се във ФИФА са поканени да изпратят техните отбори женски национални и мъжки под 23 години на участие. Мъжките отбори имат право на по 3 футболиста над 23 години. Участват 504 футболиста.
За Игрите, мъжете участват в турнир от 16 отбора, а жените в 12-отборен турнир. Групите започват да се играят два дена преди откриването на Игрите на 27 юли.

## Стадиони
| Град      | Стадион                     | Капацитет |
| --------- | --------------------------- | --------- |
| Лондон    | Уембли                      | 90 000    |
| Манчестър | Олд Трафорд                 | 76 212    |
| Кардиф    | Милениум                    | 74 500    |
| Нюкасъл   | Сейнт Джеймс Парк           | 52 387    |
| Глазгоу   | Хемпдън Парк                | 52 103    |
| Ковънтри  | Градски стадион на Ковънтри | 32 609    |

## Мъжки квалификации
| Турнир                                               | Очаквана дата на приключване | Домакин                  | Квоти | Класирани                 |
| ---------------------------------------------------- | ---------------------------- | ------------------------ | ----- | ------------------------- |
| Страна домакин                                       |                              | –                        | 1     | Великобритания            |
| Олимпийска квалификация на Азия                      | 29 март 2012                 | –                        | 3     | Южна Корея Япония ОАЕ     |
| Олимпийска квалификация на Африка                    | 10 декември 2011             | Мароко                   | 3     | Габон Мароко Египет       |
| Олимпийска квалификация на Северна Америка           | 2 април 2012                 | САЩ                      | 2     | Мексико Хондурас          |
| Южноамериканско първенство за младежи по футбол 2011 | 12 февруари 2011             | Перу                     | 2     | Бразилия Уругвай          |
| Олимпийска квалификация на Океания                   | 25 март 2012                 | Нова Зеландия            | 1     | Нова Зеландия             |
| Европейско първенство по футбол за младежи 2011      | 25 юни 2011                  | Дания                    | 3     | Испания Швейцария Беларус |
| Азия – Африка плейоф                                 | 12 април 2012                | Ковънтри, Великобритания | 1     | Сенегал                   |
| ОБЩО                                                 |                              |                          | 16    |                           |

## Женски квалификации
| Турнир                                            | Очаквана дата на приключване | Домакин  | Квоти | Класирани            |
| ------------------------------------------------- | ---------------------------- | -------- | ----- | -------------------- |
| Страна домакин                                    |                              | —        | 1     | Великобритания       |
| Олимпийска квалификация на Азия                   | 11 септември 2011            | Китай    | 2     | Япония Северна Корея |
| Олимпийска квалификация на Африка                 | 22 октомври 2011             | —        | 2     | ЮАР Камерун          |
| Олимпийска квалификация на Северна Америка        | 29 януари 2012               | Канада   | 2     | САЩ Канада           |
| Южноамериканско първенство за жени по футбол 2010 | 21 ноември 2010              | Еквадор  | 2     | Бразилия Колумбия    |
| Олимпийска квалификация на Океания                | 4 април 2012                 | —        | 1     | Нова Зеландия        |
| (УЕФА) Световно първенство по футбол за жени 2011 | 17 юли 2011                  | Германия | 2     | Франция Швеция       |
| ОБЩО                                              |                              |          | 12    |                      |

## Противоречия
Женския национален отбор по футбол на Иран и три футболистки от Йордания са били отстранени от втория кръг на Олимпийската квалификация на Азия, заради неспазване на етикета на обличане от ФИФА; на играчите им е било позволено да играят със забрадки по време на първия кръг. ФИФА забранява Хиджаб през 2007.
Преди мача между женските национални отбори на Северна Корея и Колумбия на екраните в стадиона до снимките на футболистките на Северна Корея е показано знамето на Южна Корея. Поради тази причина отборът на Северна Корея напуска игрището и се връща един час по-късно, а организаторите се извиняват на националния олимпийски комитет на Северна Корея и на отбора. 